# Naenia uniformata
Naenia uniformata là một loài bướm đêm trong họ Noctuidae.